# Preston (Maryland)
Preston és una població dels Estats Units a l'estat de Maryland. Segons el cens del 2000 tenia 566 habitants.

## Demografia
Segons el cens del 2000, Preston tenia 566 habitants, 225 habitatges, i 168 famílies. La densitat de població era de 390,2 habitants per km².
Dels 225 habitatges en un 32,4% hi vivien nens de menys de 18 anys, en un 61,8% hi vivien parelles casades, en un 9,8% dones solteres, i en un 24,9% no eren unitats familiars. En el 20% dels habitatges hi vivien persones soles el 7,1% de les quals corresponia a persones de 65 anys o més que vivien soles. El nombre mitjà de persones vivint en cada habitatge era de 2,52 i el nombre mitjà de persones que vivien en cada família era de 2,86.
Per edats la població es repartia de la següent manera: un 25,3% tenia menys de 18 anys, un 4,9% entre 18 i 24, un 38,2% entre 25 i 44, un 17,1% de 45 a 60 i un 14,5% 65 anys o més.
L'edat mediana era de 36 anys. Per cada 100 dones de 18 o més anys hi havia 93,2 homes.
La renda mediana per habitatge era de 48.125 $ i la renda mediana per família de 53.365 $. Els homes tenien una renda mediana de 37.083 $ mentre que les dones 23.182 $. La renda per capita de la població era de 20.617 $. Entorn del 3,6% de les famílies i el 4,9% de la població estaven per davall del llindar de pobresa.

## Poblacions més properes
El següent diagrama mostra les poblacions més properes.